# 1994

## أحداث
- 1 سبتمبر : زلزال يضرب مقدونيا الشمالية ويخلف 10 جريحا.
- 17 يناير : زلزال يضرب الولايات المتحدة ويخلف 57 قتيلا.
- نهاية حرب كروات–البوسنة في 23 فبراير 1994 والتي بدأت في 19 يونيو 1992.
- نهاية حرب مرتفعات قرة باغ في 12 مايو 1994 والتي بدأت في 20 فبراير 1988.
- بداية الحرب الشيشانية الأولى في 11 ديسمبر 1994 والتي انتهت في 31 أغسطس 1996.

### يناير
- 1 يناير - تأسيس النافتا سوق أمريكا الشمالية للتجارة الحرة.
  - زاباتيستا تبدأ حربها في تشياباس في المكسيك.
- 14 يناير - الرئيس الأمريكي بيل كلينتون والرئيس الروسي بوريس يلتسن يتفقون على تفكيك أسلحتهم النووية الموجودة خارج بلدانهم ويتضمن هذا الاتفاق الأسلحة النووية الموجودة في أوكرانيا.
- 17 يناير - زلزال يضرب مدينة لوس أنجلوس في كاليفورنيا غرب الولايات المتحدة بقورة 6.7 ريختر ويؤدي لمقتل 72 شخص ودمار أكثر 26 ألف منزل.
- 19 يناير - موجة برد قوية تضرب شرق الولايات المتحدة وتسجل أبرد درجات الحرارة في ولاية إنديانا في تاريخها حيث وصلت درجات الحرارة -36 وفي نيووايتلاند وصلت درجة الحرارة -38.

### فبراير
- 1 فبراير - فرقة الروك الأمريكية غرين دي يطلقون ألبومهم دوكي وألذي حقق مبيعات لأكثر من 20 مليون نسخة في العالم.
- 3 فبراير - بعد الصراع التشادي الليبي محكمة العدل الدولية تأمر بأرجاع قطاع أوزو تحت سيطرة جمهورية تشاد.
- 6 فبراير - جيش صرب البوسنة يقتل 68 شخص ويصيب 200 شخص في منطقة تسوق في عاصمة البوسنة والهرسك سراييفو.
- 12 فبراير - لوحة الصرخة لإدفارت مونك تسرق في أوسلو عاصمة النرويج.
  - افتتاح ألعاب أولمبية شتوية 1994 في ليلهامر في النرويج.
- 25 فبراير - الكاهاني الإسرائيلي باروخ جولدشتاين يفتح إطلاق النار في الحرم الإبراهيمي في الضفة الغربية في فلسطين ويقتل 29 مسلم.
- 28 فبراير - الولايات المتحدة تفرض حظر للطيران على البوسنة والهرسك على خلفية قيام صرب البوسنة والهرسك بقتل 68 شخص في سراييفو.

### مارس
- 1 مارس - أري هالبسترام يقوم بقتل 14 طالب يهودي في جسر بروكلين في نيويورك.
  - جنوب أفريقيا تتنازل عن ولفس بي لصالح ناميبيا.
- 6 مارس - بعد استقلال مولدوفا من الاتحاد السوفيتي الناخبون المولدوفيون يصوتون ضد إعادة توحيد مولدوفا مع رومانيا.
- 12 مارس - التأكد من أن صورة وحش لوخ نس هي خدعة.
  - الكنيسة الانجليكانية تمسح للمرة الأولى النساء كقسيسات.
- 14 مارس - شركة أبل كومبيوتر تطلق للمرة الأولى نظام ماكينتوش.
- 15 مارس - القوات الأمريكية تنسحب من الصومال.
- 17 مارس - إسقاط طائرة نقل تابعة للقوات الجوية الإيرانية.
- 23 مارس - اصطدام وسقوط طائرتين عسكرتين أمريكيتين تؤدي لمقتل 24 شخص في كارولاينا الشمالية في الولايات المتحدة.
- 27 مارس - رئيس تحالف الجناح اليميني سيلفيو برلسكوني يفوز في الانتخابات الإيطالية.
  - إعصار تورنادو يضرب جنوب شرق الولايات المتحدة ويؤدي لمصرع 22 شخص في بيدمونت، ألاباما.
    - يوروفايتر تايفون تبدأ أول رحلاتها الجوية في مانتشنغ في ألمانيا.
- 31 مارس - صحيفة نيتشر البريطانية تنشر خبرا عن العثور على هيكل عظمي لإنسان يعود إلى 2.3 مليون سنة في إثيوبيا.

### أبريل
- 6 أبريل - مقتل رئيس رواندا يوفينيل هابياريمانا ورئيس بوروندي سيبريين نتارييما على نفس الطائرة بعد إطلاق قذيفة عليها بالقرب من عاصمة رواندا كيغالي وذلك قبل الإبادة الجماعية في رواندا.
- 7 أبريل - بدأ الإبادة الجماعية في رواندا.
- 8 أبريل - العثور على كيرت كوبين قائد فرقة نيرفانا ميتا في بحيرة واشنطن هوم بعد تلقيه رصاصة من بندقية كنشوت.
- 16 أبريل - الناخبون الفنلنديون يصوتون مع انضمام فنلندا لالاتحاد الأوروبي.
- 20 أبريل - بول توفيير يتهم بقتله ل7 يهود في فترة حكم فرنسا الفيشية.
- 21 أبريل - تخمينات لل[وضح من هو المقصود ؟] تخمن مقتل الآلاف من التوتسي في رواندا.
- 26 أبريل - سقوط طائرة تابعة للالخطوط الجوية الصينية في مدينة ناغويا في اليابان تؤدي لمصرع 264 شخص.
- 27 أبريل - إجراء أول انتخابات ديمقراطية في جنوب أفريقيا وانتخاب نيلسون مانديلا كأول رئيس ديمقراطي.
- 29 أبريل - شركة كومودور إنترناشونال تعلن إفلاسها.
- 30 أبريل - سائق الفورمولا 1 النمساوي رولاند راتزنبيرغر يلقى مصرعة في حلبة سان مارينو.

### مايو
- 1 مايو - للمرة الثانية بعد يوم من مصرع السائق النمساوي رولاند راتزنبيرغر سائق الفورمولا 1 البرازيلي آيرتون سينا يلقى مصرعه أيضا في حلبة سان مارينو.
- 5 مايو - الاتفاق على هدنة بين أرمينيا وأذربيجان لإيقاف حرب ناغورنو قرة باغ.
- 6 مايو - اكتمال حفر نفق المانش وألذي يربط بين المملكة المتحدة وفرنسا وذلك بعد تشغيل أكثر من 15 ألف عامل ودوام الحفر لمدة 7 سنوات وذلك بعد التقاء عاملين بين كل من إنجلترا وفرنسا.
- 10 مايو - نيلسون مانديلا يصبح أول رئيس جمهورية أسود لجنوب أفريقيا.
  - في إلينوي في الولايات المتحدة القاتل المتسلسل جون واين غيسي يقتل 33 شاب بواسطة حقنة قاتلة.
    - حدوث كسوف شمسي في أمريكا الشمالية.
- 17 مايو - إجراء أول انتخابات حزبية في ملاوي.

### يونيو
- 1 يونيو - جنوب أفريقيا تعود للالكومنولث وذلك بعد إجراء أول انتخابات ديمقراطية فيها، جنوب أفريقيا سبق أن إنسحبت من الكومنوولث في 1961.
- 6 يونيو - 8 يونيو الاتفاق على وقف إطلاق النار في حرب يوغسلافيا وذلك بعد اجتماع عقد في مدينة جنيف في سويسرا.
- 15 يونيو - إسرائيل والفاتيكان تقيم علاقات دبلوماسية.
- 17 يونيو - انطلاق بطولة كأس العالم لكرة القدم 1994، في الولايات المتحدة الأمريكية.
- 23 يونيو - اللجنة الأولمبية الدولية تحتفل بيوبيلها المئوي الأول.
- 25 يونيو - الحرب الباردة: انسحاب آخر قوات روسية من ألمانيا.
- 28 يونيو - أوم شنريكيو تقوم بأول هجوم بغاز السارين في مدينة ماتسوموتو، ناغانو في اليابان وتقتل 8 أشخاص وتصيب 200 آخرين.

### يوليو
- 2 يوليو - مقتل لاعب المنتخب الكولمبي لكرة القدم اندريس اسكوبار بعد إطلاق 12 رصاصة على جسده من قبل المافيا الكولومبية في مدينة [وضح من هو المقصود ؟] في كولومبيا وذلك بعد تسجيل هدفا خطئا ضد مرماه مما تسبب بخروج منتخبه من كأس العالم لكرة القدم 1994 في الولايات المتحدة.
- 4 يوليو - القوات الرواندية تسيطر على عاصمة رواندا كيغالي لتنهي الإبادة الجماعية فيها.
- 5 يوليو - وفاة الشاعر الفلسطيني توفيق زيّاد بحادث طرق.
- 7 يوليو - الحرب الأهلية اليمنية: قوات جيش اليمن الشمالية تسيطر على مدينة عدن.
- 17 يوليو - البرازيل تتوج باللقب الرابع لها كأس العالم لكرة القدم وذلك بعد فوزها على إيطاليا 3-2 بركلات الترجيح وذلك بعد تعادلهم السلبي بدون أهداف.
- 18 يوليو هجوم إرهابي على مباني منظمات يهودية في بيونس آيرس عاصمة الأرجنتين أدى لمقتل 85 شخص.
  - القوات الرواندية تخلي مدينة جيسايني في غرب رواندا من مرتكبي الإبادة الجماعية في رواندا ليفروا إلى زائير.
- 25 يوليو - إسرائيل والأردن توقعان اتفاقية سلام لتنهي سلسلة حروب بينهما وألتي بدأت منذ سنة 1948.

### أغسطس
- 1 أغسطس - حريق يضرب مكتبة نوريتش التاريخية في المملكة المتحدة مما أدى لتلف الكثير من الوثائق التاريخية.
- 5 أغسطس - مجموعة متظاهرين ينتشرون في عاصمة كوبا هافانا لتكون أول مظاهرات ضد الرئيس الكوبي فيدل كاسترو منذ تسلمه الحكم في سنة 1959.
- 31 أغسطس

1. الجيش الجمهوري الأيرلندي يعلن إنهاء عملياته العسكرية
2. القوات الروسية تغادر إستونيا ولاتفيا لتنهي آخر أثار الهيمنة السوفيتية عليهم.

### سبتمبر
- 4 سبتمبر - افتتاح مطار كانساي الدولي في مدينة أوساكا في اليابان.
- 19 سبتمبر - القوات الأمريكية تغزو هايتي وذلك بعد طلب من رئيسها المنتخب جان برتران أريستيد لدعمه.
- 28 سبتمبر - غرق عبارة سيارات مس إستونيا الأستونية في بحر البلطيق مما أدى لموت 852 راكب.

### ديسمبر
- 3 ديسمبر - اليابان تطلق أول جهاز بلاي ستيشن للبيع.
- 15 ديسمبر - إطلاق أول نسخة من متصفح الويب نتسكيب نافيجايتور.

## مواليد

### يناير
- 1 يناير - ديريك هنري، لاعب كرة قدم أمريكية.
- 5 يناير - هنا الزاهد، ممثلة مصرية.
- 6 يناير - دينيس سواريز، لاعب كرة قدم أسباني.
- 6 يناير - كاتريونا غراي، عارضة أزياء وملكة جمال فلبينية أسترالية.
- 8 يناير - رضا دورميزي، لاعب كرة قدم دنماركي.
- 10 يناير - جون خايرو رويز - لاعب كرة قدم كوستاريكي.
- 12 يناير - إمري تشان، لاعب كرة قدم ألماني.
- 14 يناير - ناتاشا (مغنية لبنانية)، مغنية لبنانية.
- 14 يناير - كاي، مغني كوري.
- 15 يناير - إيريك داير، لاعب كرة قدم إنجليزي.
- 15 يناير - عمر خربين، لاعب كرة قدم سوري.
- 17 يناير - رينا أويدا، ممثلة ومؤدية أصوات يابانية
- 19 يناير - ماتياس جينتر، لاعب كرة قدم ألماني.
- 21 يناير - بوبو ستيوارت، ممثل أمريكي.
- 21 يناير - سارة الشامي، ممثلة مصرية.
- 23 يناير - أديسون راسيل، لاعب كرة قاعدة أمريكي.
- 24 يناير - خوان بابلو انور، لاعب كرة قدم فنزويلي.
- 27 يناير - جورجينا رودريغيز، عارضة أزياء إسبانية.
- 27 يناير - راني خضيرة، لاعب كرة قدم ألماني.
- 28 يناير - مالوما، مغني كولومبي.
- 29 يناير - أياني ساكورا، ممثلة ومؤدية أصوات يابانية.
- 31 يناير - كينيث زوهوري، لاعب كرة قدم دنماركي.

### فبراير
- 1 فبراير - جوليا غارنر، ممثلة أمريكية.
- 1 فبراير - هاري ستايلز، مغني وكاتب أغاني في فرقة ون دايركشن.
- 2 فبراير - سلمى أبو ضيف - ممثلة وعارضة أزياء مصرية.
- 5 فبراير - تشينغ سيساي - لاعبة كرة مضرب صينية.
- 8 فبراير - نيكي يانوفسكي، مغنية كندية.
- 8 فبراير - هاكان تشالهان أوغلو، لاعب كرة قدم تركي ألماني.
- 10 فبراير - كانغ سولجي، مغنية كورية.
- 10 فبراير -،مكينزي فيغا، ممثلة أمريكية.
- 11 فبراير - علي كريمي، لاعب كرة قدم إيراني.
- 13 فبراير - ممفيس ديباي - لاعب كرة قدم هولندي.
- 14 فبراير - تيرينس كونغولو - لاعب كرة قدم هولندي.
- 16 فبراير - فيديريكو بيرنارديسكي - لاعب كرة قدم إيطالي.
- 16 فبراير - أفا ماكس - مغنية أمريكية.
- 18 فبراير - جايهوب، راقص ومغني راب كوري.
- 18 فبراير - آنا غيرا، مغنية إسبانية.
- 19 فبراير - آي فوريهاتا، ممثلة ومؤدية أصوات يابانية
- 21 فبراير - هايلي أورانتيا، ممثلة ومغنية أمريكية.
- 22 فبراير - نام جوهيوك، ممثل كوري.
- 23 فبراير - داكوتا فانينغ، ممثلة أمريكية.
- 25 فبراير - أوجيني بوشار، لاعبة كرة مضرب كندية.
- 25 فبراير - فريد فانفليت، لاعب كرة سلة أمريكي.
- 26 فبراير - مهرة بنت محمد بن راشد ال مكتوم، أميرة إماراتية.
- 27 فبراير - هو إيفان، لاعبة شطرنج صينية.
- 27 فبراير - ريي تاكاهاشي، ممثلة ومؤدية أصوات يابانية
- 28 فبراير - أركاديوش ميليك، لاعب كرة قدم بولندي.

### مارس
- 1 مارس - جستن بيبر، مغني كندي.
- 1 مارس - ماكسيميليان فيليب، لاعب كرة قدم ألماني.
- 2 مارس - لازار ماركوفيتش، لاعب كرة قدم صربي.
- 3 مارس - كريستوفر مافومبي، لاعب كرة قدم كونغولي
- 5 مارس - داريا غافريلوفا، لاعبة كرة مضرب روسية.
- 5 مارس - كينان كرامان، لاعب كرة قدم تركي ألماني.
- 7 مارس - جوردان بيكفورد، لاعب كرة قدم إنجليزي.
- 7 مارس - كريستينا قاو، راقصة جليد أمريكية.
- 10 مارس - باد باني، مغني راب بورتوريكي.
- 12 مارس - كريستينا غريمي، عازفة بيانو أمريكية.
- 13 مارس - جيرارد دولوفيو، لاعب كرة قدم إسباني.
- 13 مارس - غابرييلا روتشا، مغنية برازيلية.
- 13 مارس - يانيك غيرهاردت، لاعب كرة قدم ألماني.
- 14 مارس - أنسيل إلغورت، مغني ودي جاي أمريكي.
- 16 مارس - جويل إمبيد، لاعب كرة سلة كاميروني.
- 18 مارس - ألكسندر ياكوبسن، لاعب كرة قدم مصري دنماركي.
- 18 مارس - ستيفانوس كابينو، لاعب كرة قدم يوناني.
- 18 مارس - بوراك أوزدمير، شيف وطباخ تركي.
- 25 مارس - جوستين برنتيس، ممثل أمريكي.
- 26 مارس - مايو واتانابي، مغنية يابانية.
- 28 مارس - جاكسون وانغ، مغني وممثل هونغ كونغي.
- 29 مارس - سولي، عارضة أزياء وممثلة كورية جنوبية.
- 30 مارس - ييترو فيليمز، لاعب كرة قدم هولندي.

### أبريل
- 2 أبريل - باسكال سياكام، لاعب كرة سلة كاميروني.
- 3 أبريل - ديلان روف، مجرم أمريكي.
- 6 أبريل - ياسمين كورتس-سميث، ممثلة أمريكية فلبينية.
- 9 أبريل - براد سميث، لاعب كرة قدم أسترالي.
- 11 أبريل - داكوتا بلو ريتشاردز، ممثلة إنجليزية بريطانية.
- 11 أبريل - دونكان لورنس، مغني هولندي.
- 12 أبريل - آيري سوزوكي، مغنية يابانية.
- 12 أبريل - إريك بايلي، لاعب كرة قدم عاجي.
- 12 أبريل - سيرشا رونان، ممثلة أيرلندية.
- 12 أبريل - سيهون، مغني كوري.
- 13 أبريل - محمود كهربا، لاعب كرة قدم مصري.
- 14 أبريل - سكايلر صامويلز، ممثلة أمريكية.
- 15 أبريل - شوني ميلر، عداءة بهاماسية.
- 16 أبريل - ويل فاولر، لاعب كرة قدم أمريكية.
- 18 أبريل - مويسيس أرياس، ممثل أمريكي.
- 25 أبريل - عمر مكليود، عداء حواجز جامايكي.
- 26 أبريل - أوديسياس فلاكوديموس، لاعب كرة قدم يوناني.
- 30 أبريل - إيميليانو فيلازكيز، لاعب كرة قدم أورغواياني.
- 30 أبريل - وانغ يافان، لاعبة كرة مضرب صينية.

### مايو
- 4 مايو - الكسندر جولد، ممثل ومؤدي أصوات أمريكي.
- 5 مايو -خافيير مانكوييو، لاعب كرة قدم إسباني.
- 6 مايو - ماتيو كوفاسيتش، لاعب كرة قدم كرواتي.
- 12 مايو - أحمد الغندور، مشهور انترنت مصري
- 14 مايو - ماركينيوس، لاعب كرة قدم برازيلي.
- 16 مايو - مايلس هايزر، ممثل أمريكي.
- 20 مايو - بيوتر زيلينسكي، لاعب كرة قدم بولندي.
- 21 مايو - مصطفى فتحي، لاعب كرة قدم مصري.
- 23 مايو - ضرغام إسماعيل، لاعب كرة قدم عراقي.
- 25 مايو - آلي ريسمان، لاعبة جمباز فني وعارضة أزياء أمريكية.
- 27 مايو - إيميرك لابورت، لاعب كرة قدم فرنسي.
- 27 مايو - جواو كانسيلو، لاعب كرة قدم برتغالي.
- 27 مايو - ماكسيميليان أرنولد، لاعب كرة قدم ألماني.
- 28 مايو - جون ستونز، لاعب كرة قدم إنجليزي.

### يونيو
- 9 يونيو - فيكتور فيشر، لاعب كرة قدم دنماركي.
- 11 يونيو - ايفانا باكيرو، ممثلة إسبانية.
- 11 يونيو - جيسيكا فوكس، متسابقة كانوي أسترالية فرنسية.
- 13 يونيو - سلمى رشيد، مغنية مغربية.
- 15 يونيو - إينياكي ويليامز، لاعب كرة قدم إسباني.
- 15 يونيو - رينا هيداكا، مؤدية أصوات يابانية.
- 15 يونيو - فنسنت يانسن، لاعب كرة قدم هولندي.
- 15 يونيو - نيفينا بوجوفيتش، مغنية صربية.
- 15 يونيو - يوسف بولسن، لاعب كرة قدم دنماركي.
- 22 يونيو - سيباستيان هالير، لاعب كرة قدم فرنسي.
- 28 يونيو - الحسين بن عبد الله الثاني، أمير الأردن.
- 29 يونيو - كاميلا منديس، ممثلة أمريكية.
- 29 يونيو - ليوناردو باريديس، لاعب كرة قدم أرجنتيني.

### يوليو
- 2 يوليو - عبد الرحمن بابا، لاعب كرة قدم غاني.
- 4 يوليو - أغنيت يونسن، مغنية نرويجية.
- 4 يوليو - إيرا إستريفي، مغنية كوسوفية.
- 11 يوليو - لوكاس أوكامبوس، لاعب كرة قدم أرجنتيني.
- 16 يوليو - بينجامين ميندي، لاعب كرة قدم فرنسي.
- 16 يوليو - ديريك هنري، لاعب كرة قدم أمريكية.
- 16 يوليو - فيكتور ليندلوف، لاعب كرة قدم سويدي.
- 18 يوليو - لورا ريزوتو، مغنية برازيلية.
- 25 يوليو - جوردان لوكاكو، لاعب كرة قدم بلجيكي.
- 27 يوليو - شانتيل براون يونج، عارضة أزياء أمريكية.
- 28 يوليو - سفين فان بيك، لاعب كرة قدم هولندي.
- 29 يوليو - دانييلي روغاني، لاعب كرة قدم إيطالي.
- 31 يوليو - ليل أوزي فيرت، مغني راب أمريكي.

### أغسطس
- 3 أغسطس - خواكين كوريا، لاعب كرة قدم أرجنتيني.
- 3 أغسطس - كورينتين توليسو، لاعب كرة قدم فرنسي.
- 6 أغسطس - يو تايتشي، ممثلة ومؤدية أصوات يابانية
- 8 أغسطس - جيريمي توليان، لاعب كرة قدم ألماني.
- 10 أغسطس - برناردو سيلفا، لاعب كرة قدم برتغالي.
- 12 أغسطس - كريستيان راميريز، لاعب كرة قدم إكوادوري.
- 13 أغسطس - خواكين كوريا، لاعب كرة قدم أرجنتيني.
- 13 أغسطس - فيليب فورسبرغ، لاعب هوكي جليد سويدي.
- 16 أغسطس - كوراي غونتر، لاعب كرة قدم تركي ألماني.
- 17 أغسطس - تايسا فارميجا، ممثلة أمريكية.
- 17 أغسطس - تيموي باكايوكو، لاعب كرة قدم فرنسي.
- 18 أغسطس - مادلين بيتش، ممثلة ويوتيوبر أمريكية.
- 19 أغسطس - نافيساتو تيام، متسابقة سباعي بلجيكية.
- 22 أغسطس - إسرائيل بروسارد، ممثل أمريكي.
- 23 أغسطس - حنان الخضر، مغنية مغربية.
- 27 أغسطس - إلار كولتراين، ممثل أمريكي.
- 28 أغسطس - أنس جابر، لاعبة كرة مضرب تونسية.
- 30 أغسطس - كوون سو هيون، مغنية وممثلة كورية.

### سبتمبر
- 1 سبتمبر - بيانكا رايان، مغنية أمريكية.
- 1 سبتمبر - مارغريتا جاسباريان، لاعبة كرة مضرب روسية.
- 5 سبتمبر - بوني أندرسون، مغنية وممثلة أسترالية.
- 8 سبتمبر - برونو فرنانديز، لاعب كرة قدم برتغالي.
- 8 سبتمبر - كاميرون دالاس، ممثل أمريكي.
- 8 سبتمبر - ياسين بنزية، لاعب كرة قدم جزائري فرنسي.
- 9 سبتمبر - علي فائز، لاعب كرة قدم عراقي.
- 10 سبتمبر - مهدي ترابي، لاعب كرة قدم إيراني.
- 12 سبتمبر - كيم نامجون، راقص ومغني راب كوري.
- 12 سبتمبر - ميري بلاك، سياسية اسكتلندية.
- 12 سبتمبر - يلينا سفيتولينا، لاعبة كرة مضرب أوكرانية.
- 16 سبتمبر - ألكساندر ميتروفيتش، لاعب كرة قدم صربي.
- 21 سبتمبر - بنيامين براود، سباح بريطاني.
- 22 سبتمبر - كارلوس كوريا، لاعب كرة قاعدة أمريكي بورتوريكي.
- 23 سبتمبر - ياري مينا، لاعب كرة قدم كولومبي.
- 29 سبتمبر - هالزي، مغنية أمريكية.
- 30 سبتمبر - علياء مصطفينا، لاعبة جمباز روسية.

### أكتوبر
- 1 أكتوبر - محمود تريزيجيه، لاعب كرة قدم مصري.
- 3 أكتوبر - سيث جونز، لاعب هوكي جليد أمريكي.
- 3 أكتوبر - كيبا أريزابالاغا، لاعب كرة قدم إسباني.
- 4 أكتوبر - ميليس توزونغوتش، ممثلة تركية.
- 7 أكتوبر - كارمن سليمان، مغنية مصرية.
- 9 أكتوبر - جوديل فيرلاند، ممثلة كندية.
- 10 أكتوبر - سوزي، مغنية كورية جنوبية.
- 14 أكتوبر - والاس فورتيونا دوس سانتوس، لاعب كرة قدم برازيلي.
- 15 أكتوبر - سيباستيان ياترا، مغني كولومبي.
- 16 أكتوبر - أكاري كيتو، ممثلة ومؤدية أصوات يابانية
- 20 أكتوبر - سمرا رحيملي، مغنية أذربيجانية.
- 24 أكتوبر - بروما، لاعب كرة قدم برتغالي بيساوي.
- 24 أكتوبر - كريستال جونغ، مغنية كورية جنوبية.
- 27 أكتوبر - كورت زوما، لاعب كرة قدم فرنسي.

### نوفمبر
- 1 نوفمبر - جيمس وارد-بروس، لاعب كرة قدم إنجليزي.
- 2 نوفمبر - جوردن هوارد، لاعب كرة قدم أمريكية.
- 3 نوفمبر - إيلا ماي، مغنية بريطانية.
- 4 نوفمبر - ساره روز سامرس، ملكة جمال وعارضة أزياء أمريكية.
- 10 نوفمبر - أوليفر توريس، لاعب كرة قدم إسباني.
- 10 نوفمبر - تاكوما أسانو، لاعب كرة قدم ياباني.
- 10 نوفمبر - زوي دويتش، ممثلة أمريكية.
- 10 نوفمبر - كان أيهان، لاعب كرة قدم تركي ألماني.
- 15 نوفمبر - إيما دومون، ممثلة وعارضة أزياء أمريكية.
- 18 نوفمبر - دانكا كوفينتش، لاعبة كرة مضرب جبل أسودية.
- 21 نوفمبر - ساول نيغيث، لاعب كرة قدم إسباني.
- 22 نوفمبر - داكر مونتغمري، ممثل أسترالي.
- 23 نوفمبر - آليا، مصارعة محترفة كندية.
- 24 نوفمبر - نبيل بن طالب، لاعب كرة قدم جزائري فرنسي.
- 29 نوفمبر - يوليوس راندل، لاعب كرة سلة أمريكي.

### ديسمبر
- 2 ديسمبر - كريم رقيق، لاعب كرة قدم هولندي.
- 3 ديسمبر - جاك أوستن، ممثل أمريكي.
- 6 ديسمبر - جيانيس أنتيتوكونمبو، لاعب كرة سلة يوناني.
- 7 ديسمبر - هنتر هنري، لاعب كرة قدم أمريكية.
- 8 ديسمبر - رحيم ستيرلينغ، لاعب كرة قدم إنجليزي.
- 8 ديسمبر - كونسيسلوس كيبروتو، عداء كيني.
- 8 ديسمبر - هدى المفتي، ممثلة وعارضة أزياء مصرية.
- 16 ديسمبر - ريتيكا سينغ، ممثلة هندية.
- 17 ديسمبر - نات وولف، ممثل ومغني أمريكي.
- 19 ديسمبر - مباي نيانغ، لاعب كرة قدم سنغالي فرنسي.
- 21 ديسمبر - دانيال أمارتي، لاعب كرة قدم غاني.
- 28 ديسمبر - آدم بيتي، سباح بريطاني.
- 29 ديسمبر - لويس شاوب، لاعب كرة قدم نمساوي.

## وفيات
- آيرتون سينا
- أحمد بن ميلاد
- أحمد فنيش
- ألبرت شيسترنيوف
- أندريه لووف
- أوجين يونسكو
- عبد الملك بن عمر بن عبد اللطيف آل الشيخ
- إدوارد كوزينكيفيتش
- إريك إريكسون
- إريك هونيكر
- إلياس كانيتي
- إيغور تشيسلينكو
- البشير المجدوب
- الحبيب شيخ روحه
- الصادق النيهوم
- الطاهر قيقة
- باروخ جولدشتاين
- برونو بيزي
- بول فايراباند
- بيلي رايت
- جابر العلي السالم الصباح
- جاكلين كينيدي
- جان تنبرجن
- جبرا إبراهيم جبرا
- جورج بيل تيمرمان، الابن
- جوليان شفينجر
- جون سميث (سياسي)
- جيوفاني سبادوليني
- حاييم بارليف
- حمود بن عبد العزيز آل سعود
- خالد الحسن
- دوروثي هودجكن
- دومينيكو مودونيو
- دين راسك
- ريتشارد سينج
- ريتشارد نيكسون
- زكي قنصل
- زين الشرف بنت جميل
- سلوبودان توبالوفيتش
- شلومو غورين
- صقر بن سلطان القاسمي
- عبد الله الرومي
- عبد الرزاق عفيفي
- عبد العزيز بن صالح الصالح
- عبد القادر علولة
- عبد الله السلال
- عفت ناجي
- عيسى مسعودي
- غيفي تشوخيلي
- فؤاد أفرام البستاني
- كارل بوبر
- كرت ألاند
- كلينث بروكس
- كيم إل سونغ
- لويس دي كارلوس
- لينوس باولنغ
- ليوبومير لوفريتش
- مات بسبي
- ماتسوو باشو
- ماسايوشي إيتو
- محمد بديع سربيه
- منصور السخيري
- ميلتون جيرولد شاب
- يشعياهو ليبوفيتش
- اسحاق عقيل المكي - عالِم وفقيه سعودي.
- 7 يناير - علية عبد المنعم، ممثلة مصرية
- 21 يناير - باسل الأسد، أكبر أبناء الرئيس السوري السابق حافظ الأسد؛ أي الشقيق الأكبر للرئيس السوري الحالي بشار الأسد
- 26 يناير - وليد بركات، ممثل أردني
- 28 يناير - عوني بلال (طيار)، لواء طيار أركان حرب أردني
- 7 فبراير - نور الدمرداش، مخرج وممثل وسينارست ومنتج مصري وأحد رؤساء القناة الأولى المصرية
- 18 مارس - يحيى شاهين، ممثل مصري
- 26 مارس - وداد حمدي، ممثلة كوميدية مصرية
- 5 أبريل - وجيه أباظة، كاتب سياسي وعسكري مصري وأحد أعضاء حركة الضباط الأحرار
- 18 أبريل - عزيزة حلمي، ممثلو مصرية
- 12 مايو - أحمد لوكسر، ممثل مصري
- 27 يونيو - مأمون الشناوي، شاعر غنائي مصري والشقيق الأصغر للمؤلف والشاعر المصري كامل الشناوي
- 28 يونيو - محمد أبو الوفا التفتازاني، باحث وفيلسوف وكاتب ومفكر مصري وشيخ المشايخ الصوفية منذ أوائل الثمانينات
- 1 يوليو - فؤاد عبد المجيد، مطرب وشاعر موشحات عربية مصري
- 9 أغسطس - ثريا حلمي، ممثلة مصرية
- 16 أغسطس - علوية جميل، ممثلة مصري وزوجة الفنان محمود المليجي
- 23 أغسطس - كامل جاويش، نحات مصري
- 31 أغسطس - جون والتون، سياسي أسترالي.
- 11 سبتمبر - جيسيكا تاندي، ممثلة بريطانية
- 29 سبتمبر - وفاة مغني الراي الشاب حسني.
- 19 أكتوبر - سلامة إلياس، ممثل كوميدي مصري
- 1 ديسمبر - سامية جمال، ممثلة وراقصة شرقية وإستعراضية مصرية
- 20 مايو - جيمس أوغسطين شانون، أخصائي أمريكي بطب الكلى.

## نال جائزة نوبل
- في الفيزياء – الكندي برترام بروكهاوس والأمريكي كليفورد شال.
- في الكيمياء – الأمريكي جورج أولاه.
- في الطب – الأمريكيان ألفريد جيلمان ومارتن رودبل.
- في الأدب – الياباني كنزابورو أوي.
- في السلام – الفلسطيني ياسر عرفات والإسرائيليان إسحق رابين وشمعون بيريز.
- في الاقتصاد – الأمريكيان جون هارساني وجون فوربس ناش والألماني رينهارد سولتن.

### جائزة الملك فيصل العالمية
- في خدمة الإسلام – السعودي محمد بن صالح العثيمين.
- في الدراسات الإسلامية – مناصفة بين المصريان السيد سابق ويوسف القرضاوي.
- في اللغة العربية والأدب – مناصفة بين المصرية عائشة عبد الرحمن والأمريكية اللبنانية وداد عفيفي قاضي.
- في الطب – مناصفة بين الأمريكي وليام فرنش أندرسن والبريطاني روبرت وليمسن[الألمانية].
- في العلوم – الأمريكي دينيس سوليفان.